# 郑武
郑武（1967年8月7日—），浙江金华人，祖籍福建莆田，中国篮球运动员、教练。曾为中国国家男子篮球队历史上首次打入男篮世锦赛八强、奥运会八强做出重要贡献，是浙江篮球的标志性人物。

## 球员生涯
郑武1985年入选中国国家青年男篮队，1989年入选中国国家男篮队，曾多次代表中国出战奥运会、世锦赛、亚锦赛和亚运会，以中远距离投篮和关键球闻名。
1994年男篮世锦赛上，郑武场均得到12.6分（两分球和三分球命中率均为51.4%），是中国队的二号得分手，仅次于胡卫东。险胜巴西男篮的比赛中，郑武在常规时间还剩5秒时投进中投，将比赛拖入加时赛。逆转西班牙男篮的比赛中，郑武得到全队最高的15分，并在比赛还剩7秒时补篮得手，将分差扩大到4分，锁定胜局。凭借这两场胜利，中国男篮首次晋级世锦赛八强。
1996年奥运会上，郑武再次扮演关键先生的角色。战胜安哥拉男篮的比赛中，郑武在比赛还剩30秒时投进三分球，将分差扩大到4分，确保胜利。击败阿根廷男篮的比赛中，郑武得到全队并列最高的22分。凭借这两场胜利，中国男篮首次晋级奥运会八强。
在中国国内，郑武的球员生涯都在浙江队度过，是整体实力偏弱的浙江男篮的标志性人物。在2004年10月的郑武退役仪式上，浙江省体育局副局长杜兆年总结称：“郑武是浙江篮球界的英雄，也是浙江篮球的一面旗帜。”
2003年，郑武曾短暂加盟NBL（澳大利亚国家篮球联赛）的墨尔本老虎，成为首个登陆NBL的中国球员，但仅40天后就因伤归国。
郑武的生涯饱受伤病困扰。1989年，刚入选国家队的郑武就不幸左脚踝骨折。1994年亚运会赛场上腰部严重受伤。1997年，曾多次扭伤的右膝遭遇前交叉韧带断裂、半月板破碎。1998年，在车祸中被撞伤右脚后跟。尽管如此，他仍然在篮球场上征战至37岁。

## 教练生涯
2004年4月，刚退役的郑武立刻上任中国国家青年男篮队主教练。2005到2010年间，他三度出任浙江男篮主教练（2004-05赛季末段至2005-06赛季前段，2007-08赛季，2009-10赛季）。2010年出任浙江女篮主教练，带领球队在2011-12赛季上演WCBA首次黑八并打入总决赛，2012-2013赛季获常规赛冠军和总亚军。之后他还曾执教NBL（全国男子篮球联赛）安徽队、国奥队、NBL武汉队。

## 家庭
父亲郑国宝是福建莆田县人，在浙江兰溪读中学时获选进入浙江男篮，曾获选进入国家队但因文革而未果，后担任浙江男篮主教练。母亲王玲月是前浙江女篮队员。弟弟郑亮是前中国国家男子排球队主力副攻手，后担任中国国家沙滩排球队教练。妻子王莹是前浙江女篮队员。儿子郑祺龙曾随清华大学男篮夺得CUBA全国总冠军，在2020年CBA选秀中由江苏龙在第5顺位选中。